# Pierre Louis Tribert
Pour les articles homonymes, voir Tribert.
Pierre Louis Tribert est un homme politique français né le 25 juin 1781 à Poitiers (Vienne) et mort le 20 juillet 1853 à Marçay (Vienne).

## Biographie
Secrétaire du préfet des Bouches-du-Rhône en 1801, il est sous-préfet de Bressuire en 1809 puis préfet de la Loire en 1815. Révoqué sous la Restauration, il est conseiller général et député des Deux-Sèvres de 1829 à 1848, siégeant à gauche, signant l'adresse des 221 et soutenant la monarchie de Juillet, puis rejoignant l'opposition dans le groupe d'Odilon Barrot.
Gendre de Michel Mathieu Lecointe-Puyraveau, il est le père de Louis Tribert, député et sénateur inamovible.

## Sources
- « Dictionnaire des parlementaires français de 1789 à 1889 (Adolphe Robert, Edgar Bourloton et Gaston Cougny) », sur gallica BNF (consulté le 4 janvier 2014)